# 아이스 로드

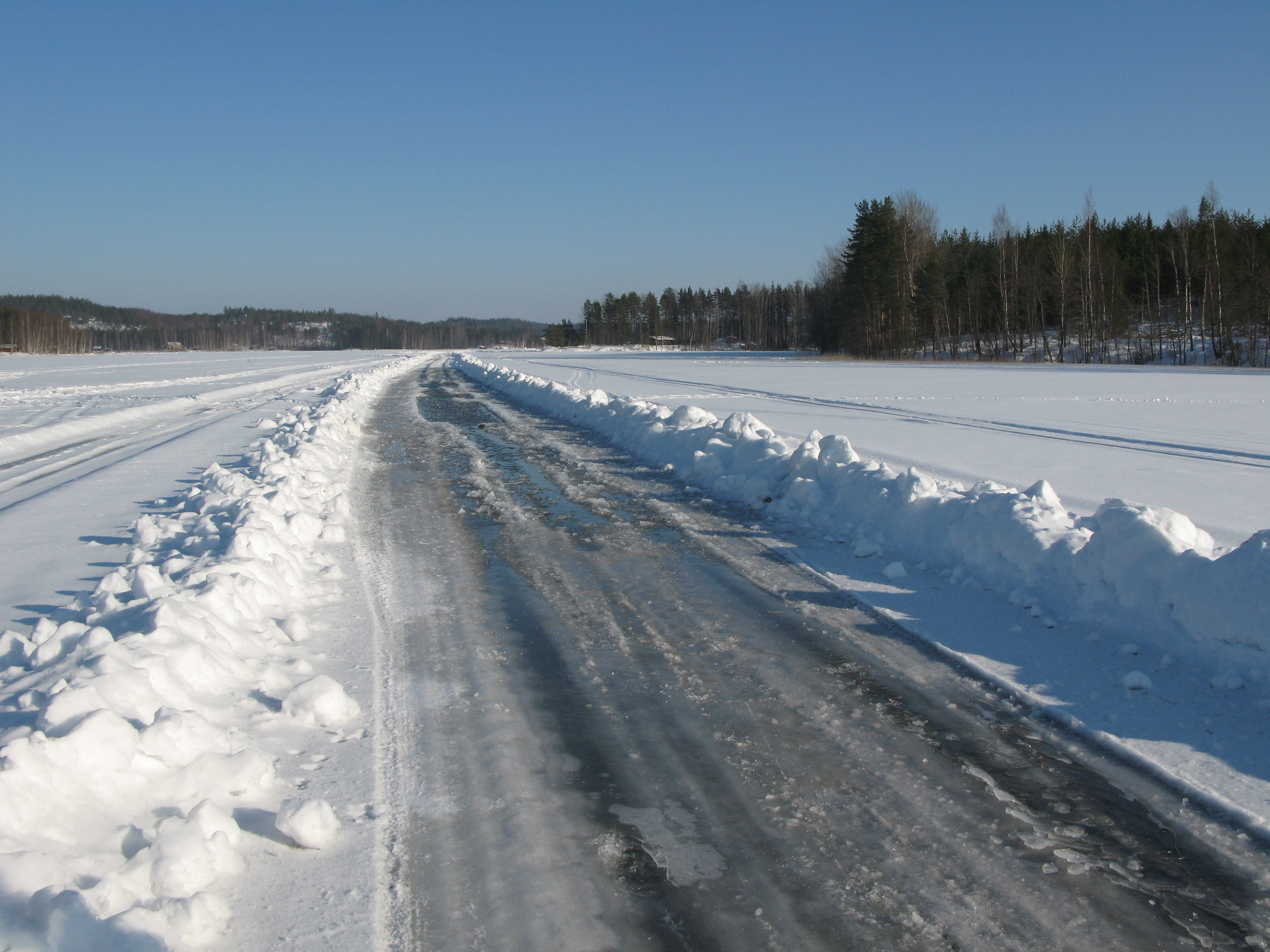

아이스 로드(ice road) 또는 아이스 브리지(ice bridge)는 얼린 물 표면(강, 호수 등) 위에서 운영하는 인간이 만든 구조물이다. 아이스 로드는 보통 겨울길의 일종이지만 2개의 해안을 연결하는 독립된 단순 구조물일 수도 있다. 아이스 로드는 안전성과 효율성을 유지하기 위해 계획, 구성, 관리될 수 있으며 이와 관련하여 수많은 가이드라인이 게시되었다. 아이스 로드는 해마다 구성될 수 있는데, 예를 들면 겨울 동안 공동체의 요구를 충족하기 위해서 그렇게 할 수 있다. 수력 전기 프로젝트 등의 목적으로 1~2년 동안만 사용하는 경우도 있다.

## 같이 보기
- 빙상 레이싱